# نيدجاد سينانوفيتش
نيدجاد سينانوفيتش (بالإسبانية: Nedžad Sinanović)‏ مواليد 29 يناير 1983 في جمهورية البوسنة والهرسك الاشتراكية، هو لاعب كرة سلة بوسني. بدأ مسيرته الاحترافية في سنة 2003. تم اختياره من قبل فريق بورتلاند ترايل بلايزرز خلال الدرافت. يبلغ طوله 7 قدم 3.5 بوصة (2.2 م).

## المسيرة الاحترافية
لعب مع ريال مدريد لكرة السلة في الدوري الإسباني من سنة 2005 إلى 2009، ثم لعب مع بالونكيستو مالقا من سنة 2009 إلى 2012، ثم لعب مع نادي بلد الوليد لكرة السلة في الدوري الإسباني من سنة 2012 إلى 2014.

## روابط خارجية
- نيدجاد سينانوفيتش على موقع الاتحاد الدولي لكرة السلة (الإنجليزية)
- نيدجاد سينانوفيتش على موقع الدوري الأوروبي لكرة السلة (الإنجليزية)
- نيدجاد سينانوفيتش على موقع سبورتس رفرنس (الإنجليزية)
- نيدجاد سينانوفيتش على موقع الدوري الإسباني لكرة السلة (الإسبانية)
- نيدجاد سينانوفيتش على موقع كرة السلة الأوروبية.كوم (الإنجليزية)
- نيدجاد سينانوفيتش على موقع ريلجم (الإنجليزية)
- نيدجاد سينانوفيتش على موقع بروبوليرز (الإنجليزية)
- نيدجاد سينانوفيتش على موقع سبورتس رفرنس (الإنجليزية)